# 北原兼親
北原 兼親（きたはら かねちか）は、戦国時代から安土桃山時代にかけての武士。北原氏14代当主。島津氏の家臣。

## 出自
北原氏は日向国真幸院を本拠とする。兼親の祖父・茂兼は家督争いに巻き込まれて球磨の相良氏に逃れた。そこで相良庶流の相良頼泰の娘を娶り、二人の間には兼親の父である兼泰が誕生した。しかし、相良頼泰は謀叛の咎で相良氏により粛清される。その際に茂兼と兼泰にまで累が及んだかは不明であるが、兼親の代までに家臣の立場として北原家に復帰している。

## 生涯
北原兼泰の子として誕生。永禄元年（1558年）北原氏13代当主・兼守が病死すると、その家督継承問題に伊東義祐が介入し北原領の全てを簒奪する。兼親は危難を恐れ、祖母の実家である相良氏を頼って球磨に落ち延びた。永禄5年（1562年）、北原旧臣である白坂下総介が守護・島津貴久へ、兼親を当主に北原氏を再興したい旨を願い出る。貴久はこれを承諾、北郷時久・相良義陽と共に北原領奪還の兵を上げ、日向伊東氏を北原旧領から追い出した事で兼親は北原氏本拠の飯野城に入ることができた。
しかし、翌永禄6年（1563年）相良氏が突如裏切り、伊東氏に与して飯野の大明神城を落城させた。また、兼親が些細なことから家臣の大河平隆次と不仲となり、「飯野城と今城（大河平氏の居城）は遠くないため、すぐさま救援できるので今城の援兵は撤収した方がよい」と、貴久の次男島津義弘に進言したことで、今城へ入っていた島津氏からの援兵300が撤収、手薄となった今城は伊東氏に攻められ城兵が全滅した。それらにより、後難を恐れた踊城主・白坂佐渡介、高原城主・白坂下総介らは北原家より相次いで出奔する。もはや兼親では領地維持は難しいと考えた貴久は、永禄7年（1564年）11月、薩摩の伊集院神殿村に30町の領地を与えて兼親を移住させた。以降、兼親は島津氏の一家臣となる。
天正4年（1576年）、島津氏が伊東氏領となっていた高原城を攻撃した際に、島津家臣として出陣しているが、それ以降の事跡は不明である。また男子は無く、比志島義基の次男である兼茂が養子となり名跡を継いだ。